# John P. Scripps
Pour les articles homonymes, voir Scripps.
John P. Scripps (1912-1989) était un journaliste et patron de presse américain, basé à San Diego, petit-fils d'Edward Willis Scripps (1854-1926) et de son associé Milton A. McRae (1858-1930), la fille du second ayant épousé le fils du premier. Il a créé une branche californienne, et dans un premier temps dissidente, de l'Empire de presse Scripps-Howard.

## Biographie
Edith McRae-Scripps, fille de Milton A. McRae avait épousé l'un des fils Edward Willis Scripps et lui a donné un fils, né en 1912 à Cleveland. Mais quatre ans après, elle est morte en 1917 d'une épidémie mondiale de grippe qu'elle combattait, en tant qu'infirmière bénévole.
En 1922, les deux grands-pères se brouillent au sujet du rôle que jouera dans la succession leur petit-fils commun John P. Scripps, qui n'a encore que neuf ans. Milton A. McRae qui souhaitait lui voir jouer un plus grand rôle, quitte le groupe et en retire son nom : c'est désormais le groupe Scripps-Howard, du nom de Roy W. Howard, que Scripps a voulu promouvoir.
En 1928, Milton A. McRae aide le jeune John P. Scripps investir son héritage dans un quotidien en difficulté, en Californie, le Ventura County Star. John finit ses études de journalisme deux ans après et prend la direction du journal, qui sera rebaptisé le Ventura County Star-Free Press. Il fonde ainsi le "John P. Scripps Newspaper Group" à San Diego, qui contrôlera jusqu'à 7 quotidiens et deux hebdomadaires. Il retrouve à San Diego un autre petit-fils de Edward Willis Scripps, James G. Scripps, fils de James G. Scripps qui s'y était installé après une brouille familiale datant de 1908.
C'est un autre petit-fils, de Edward Willis Scripps, Charles E. Scripps, qui prend les rênes de l'Empire de presse Scripps-Howard en 1953, quand le patron Roy W. Howard part à la retraite.
En 1986, sous l'impulsion de John P. Scripps et celle de trois autres cousins Charles, Ted, et Robert Scripps, sa chaîne de journaux a fusionné avec le groupe de médias qu'avait fondé son grand-père. Il a eu 4 enfants, Peter, Paul, Edith Scripps LaDow et Vicki Scripps Evans.